# Audrey Lawson-Johnston
Audrey Lawson-Johnston (* 15. Februar 1915 in New York City als Audrey Warren Pearl; † 11. Januar 2011 in Melchbourne, Bedfordshire) war die letzte noch lebende Überlebende der Versenkung des britischen Luxusdampfers Lusitania am 7. Mai 1915 durch ein deutsches U-Boot.

## Leben
Audrey Lawson-Johnston kam im Februar 1915 in New York als viertes Kind des amerikanischen Sanitätsoffiziers Major Frederic Warren „Frank“ Pearl (1869–1952) und dessen Frau Amy Lea Duncan (1881–1964) zur Welt. Pearl war Präsident des Maschinenbaukonzerns Pearson Engineering Corporation Ltd. am Broadway und arbeitete dort mit Frederick Pearson zusammen. Zudem war er für die US-amerikanische Botschaft in London tätig.

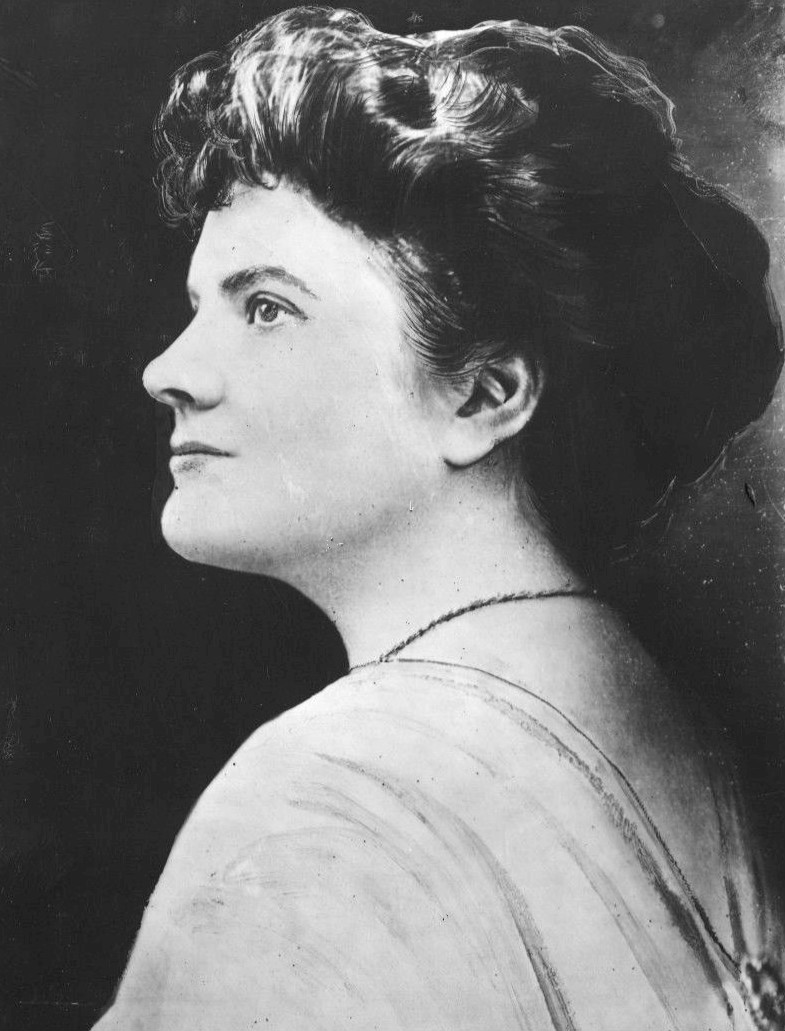
Lawson-Johnstons Mutter, Amy Duncan Pearl

Im Frühjahr 1915 befand sich Major Pearl auf der Rückreise nach London und buchte für die Überfahrt eine Passage Erster Klasse auf der Lusitania, die am 1. Mai in New York ablegte und am 8. Mai in Liverpool ankommen sollte. Er wurde von seiner Frau, dem fünfjährigen Sohn Stuart, den Töchtern Amy (3) und Susan (14 Monate) sowie dem drei Monate alten Baby Audrey begleitet. Zur Unterstützung von Mrs. Pearl gingen die Kindermädchen Alice Lines und Greta Lorenson mit auf die Reise. Die Gruppe bewohnte drei benachbarte Luxuskabinen auf dem E-Deck.
Als das Schiff am 7. Mai torpediert wurde, war Audreys Mutter an Deck, Major Pearl war mit den Kindern und den zwei Angestellten unter Deck. Er lief nach oben und Amy kam ihm nach wenigen Augenblicken auf der Treppe entgegen. Sie schickten die Kinderschwestern zum Bootsdeck und folgten ihnen, nachdem sie in den Suiten nach Schwimmwesten gesucht hatten. Alice Lines und Greta Lorenson wurden in der Menschenmenge an Deck getrennt, beide hatten je zwei Kinder bei sich. Audrey und Stuart waren bei der 18-jährigen Alice Lines, als diese vom Bootsdeck sprang und an den Haaren in ein Rettungsboot gezogen wurde. Von den vierzehn Kindern der Ersten Klasse waren sie die beiden einzigen, die den Untergang überlebten. Major Pearl und seine Frau suchten an Bord des schnell sinkenden Dampfers vergeblich nach ihren Kindern und wurden vom Bootsdeck ins Meer gespült, als eine große Welle vom Bug her über das überfüllte Deck rollte. Major Pearl klammerte sich an ein Brett, seine Frau hielt sich am Rumpf eines gekenterten Rettungsbootes fest. Nach Stunden im Wasser wurden beide gerettet, die beiden anderen Kinder und das zweite Kindermädchen verschwanden jedoch spurlos. Ihre Leichen wurden nie gefunden.
1916 brachte Amy Pearl ihr fünftes Kind, einen Sohn namens Vivian Whitewright Warren Pearl († 2006), zur Welt. Ihr sechstes und letztes Kind war ein Mädchen, das in Erinnerung an die beiden verlorenen Töchter Amy Susan Pearl genannt wurde.
Am 18. Juli 1946 heiratete Audrey Pearl Hugh de Beauchamp Lawson-Johnston (1914–2002), Sohn von George Lawson-Johnston, 1. Baron Luke und dessen Ehefrau, Honourable Edith Laura St. John. Das Paar bekam drei Töchter: Primrose Pearl (* 1948), Juliet Amy (* 1952) und Marguerite Laura (* 1950). Lawson-Johnston lebte bis zu ihrem Tod in Northamptonshire, England. Sie hielt bis zuletzt engen Kontakt zu ihrer Lebensretterin Alice Lines, die 1997 kurz vor ihrem 101. Geburtstag starb. Audrey Lawson-Johnston weihte im Jahr 2004 ein Küstenrettungsboot in der walisischen Hafenstadt New Quay, Cardiganshire und taufte es auf den Namen ihrer Mutter, Amy Lea Pearl. Audrey Lawson-Johnston hinterließ drei Töchter und zehn Enkel.